# Valkyrie Drive
Valkyrie Drive (ヴァルキリードライヴ, Varukirī Doraivu) est une franchise cross-médias créée par Marvelous et Kenichiro Takaki annoncée à la convention AnimeJapan de mars 2015. La franchise est constituée de trois projets: Valkyrie Drive: Mermaid (ヴァルキリードライヴマーメイド, Varukirī Doraivu Māmeido), une série télévisée produite par Arms Corporation qui a débuté le 10 octobre 2015: Valkyrie Drive: Bhikkhuni (ヴァルキリードライヴビクニ, Varukirī Doraivu Bikuni), un jeu PlayStation Vita et PC développé par Tamsoft sorti le 10 décembre 2015; et Valkyrie Drive: Siren (ヴァルキリードライヴセイレーン, Varukirī Doraivu Seirēn), un social game développé par Mobage et GREE, sorti sur smartphone iOS et Android en 2015.

## Histoire
Chaque série tourne autour de filles qui ont été infectées par un mystérieux virus connu sous le nom de A Virus (Armed Virus). Ces filles sont divisées en deux classes: les Exters (エクスター, Ekusutā), qui se transforment en armes lorsqu'elles sont excitées. Et les Liberators (リブレイター, Ribureitā), qui ont le pouvoir de manier les Exters sous leurs formes d'armes, connus sous le nom de Liberator Arms, à travers le Drive.
Valkyrie Drive: Mermaid suit Mamori Tokonome, une Exter et Mirei Shikishima, une Liberator.
Valkyrie Drive: Bhikkhuni suit deux sœurs Ranka et Rinka Kagurazaka infectées par une mutation du A Virus: le V Virus.

## Personnages

### Mermaid Island
Mamori Tokonome (処女 まもり, Tokonome Mamori)
Voix japonaise : Mikako Izawa
Jeune fille de 16 ans, elle peut se transformer en une « Arm ». Elle est la partenaire de Mirei Shikishima, elle voudrait rentrer chez elle. Elle hait la violence.
Mirei Shikishima ((敷島 魅零, Shikishima Mirei)
Voix japonaise : Yuka Iguchi
Jeune fille de 15 ans, elle est une « Liberator », personne utilisant « l' Arm ». Sa partenaire est Mamori Tokonome. Elle a un passé compliqué qui lui apportera quelques ennuis, devant se battre contre son ancienne partenaire Momoka Sagara.
Meifon Sakura ((櫻 美鳳, Sakura Meifon)
Voix japonaise : Yurika Kubo
Elle a 16 ans. Elle adore l'argent qui est son « Liberator ». On l'a voit souvent faisant des paris ou organisant des jeux afin de gagner de l'argent. Elle aidera Monoka et Mirei.
Akira Hiiragi (柊 晶, Hiiragi Akira)
Voix japonaise : Yuna Yoshino
Cette personne est le Commandeur de Mermaid. Bien qu'en réalité c'est une femme, tout le monde pense que c'est un homme, mise à part Torino Kazami qui la connait bien.
Charlotte Scherzen (シャルロット・シャルゼン, Sharurotto Sharuzen)
Voix japonaise : Asami Seto
Elle est la chef des Adels. C'est une fille plutôt sadique et tyrannique. 
Kasumi Shigure (時雨 霞, Shigure Kasumi)
Voix japonaise : Masumi Tazawa
Elle est le Commandeur. Elle a bon cœur et est souvent en désaccord avec Charlotte. Elle tient à sa partenaire Hibiki qui reste enfermée dans sa chambre, elle pourrait tout faire pour elle.
Rain Hasumi (蓮実 レイン, Hasumi Rein)
Voix japonaise : Saori Ōnishi
C'est une hybride. Elle est la partenaire de Lady J. On les appelle Lady Lady. Elles ne suivent pas les règles de Mermaid.
Lady J (レディー・Ｊ, Redī J)
Voix japonaise : Azumi Asakura
C'est une hybride. Elle est la partenaire de Rain Hasumi. On les appelle Lady Lady. Elles font ce qu'elles veulent.
Momoka Sagara (相良 百華, Sagara Momoka)
Voix japonaise : Hitomi Harada
Ancienne partenaire de Mirei, elle veut prendre tout ce que Mirei a, y compris sa vie. Elle déteste Mirei.
Torino Kazami (風巳 とりの, Kazami Torino)
Voix japonaise : Kikuko Inoue
Elle est responsable de « l'auberge » comprenant plusieurs filles n'étant pas d'accord avec les règles de Veste. En réalité, elle est une observatrice.
Nimi Minimi (未弐身 にみ, Minimi Nimi)
Voix japonaise : Minami Takahashi
Cette jeune fille, lorsqu'elle se transforme, devient géante. Cela lui posera quelques problèmes lors de sa première fois. Sa partenaire est Noe Oya.
Noe Ōya (大屋乃絵, Ōya Noe)
Voix japonaise : Rie Takahashi
Elle est la partenaire de Nimi Minimi. Elle tient beaucoup à elle.
Kenjo Hibiki (響見城, Hibiki Kenjo)
Voix japonaise : Ayaka Suwa
Elle est la partenaire de Kasumi Shigure. À la suite d'un traumatisme, elle ne veut plus sortir de sa chambre.
D5 and E9 (あんｄ 絵, D5 and E9)
Voix japonaise : Asami Shimoda (D5)
Voix japonaise : Marika Kōno (E9)
Elles sont avec Momoka Sahara.
Sri (シュリ, Shri)
Il s'agit de l'arme artificielle d'Akira.

### Bhikkhuni Island
Rinka Kagurazaka (神楽坂 倫花, Kagurazaka Rinka)
Voix japonaise : Aya Suzaki
Ranka Kagurazaka (神楽坂 乱花, Kagurazaka Ranka)
Voix japonaise : Kanae Itō
Momo Kuzuryū (九頭竜 桃, Kuzuryū Momo)
Voix japonaise : Yōko Hikasa
Mana Inagawa (猪名川 マナ, Inagawa Mana)
Voix japonaise : Yumi Hara
Manpukumaru Chan (満腹丸 ちゃん, Manpukumaru Chan)
Voix japonaise : Ayano Yamamoto
Viola (ヴァイオラ, Vaiora)
Voix japonaise : Yū Kobayashi
Koharu Tsukikage (月影 小春, Tsukikage Koharu)
Voix japonaise : Risa Taneda
Echigoya (越後屋)
Voix japonaise : Ai Kakuma
Rijicho (理事長)
Voix japonaise : Asami Imai

### Siren
Setsuna Kisaragi (如月 刹那, Kisaragi Setsuna)
Voix japonaise : Ayaka Ōhashi
Urara Sashō (沙粧 うらら, Sashō Urara)
Voix japonaise : Azusa Tadokoro
Azalea Egner (アゼリア・エグナー, Azeria Egunā)
Voix japonaise : Natsumi Takamori
Ariel Foch (アリエル・フォンシュ, Arieru Fonshu)
Voix japonaise : Yurika Endō
Kotona Misaki (美咲 ことな, Misaki Kotona)
Voix japonaise : Tomoyo Kurosawa
Konoe Kirihara (桐原 このえ, Kirihara Konoe)
Voix japonaise : Yuiko Tatsumi
Yuria Kōno (高野 ユリア, Kōno Yuria)
Haruko Hibiki (響 晴子, Hibiki Haruko)
Vivian Sinclair (ヴィヴィアン・シンクレア, Vivian Shinkurea)
Holiday Clemente (ホリディ・クレメンティ, Horidi Kurementi)
Melody Appleton (メロディ・アップルトン, Merodi Appuruton)
Sanary Lois (サナリィ・ロア, Sanaryi Roa)
Fina Kress (フィーナ・クレス, Fīna Kuresu)
Elena Miranda (エレナ・ミランダ, Erena Miranda)
Youbai Niang (遊白 娘)
Miharu Sasahara (笹原 美晴, Sasahara Miharu)

## Anime

### Liste des épisodes
| No | Titre français           | Titre japonais                       | Titre japonais            | Date de 1re diffusion |
| No | Titre français           | Kanji                                | Rōmaji                    | Date de 1re diffusion |
| -- | ------------------------ | ------------------------------------ | ------------------------- | --------------------- |
| 01 | I'm Getting Deflowered   | 私、散らされます                     | Watashi, Chirasaremasu    | 10 octobre 2015       |
| 02 | Virgin Road              | ヴァージン・ロード                   | Vājin Rōdo                | 17 octobre 2015       |
| 03 | Zero Arm                 | ゼロ・アーム                         | Zero Āmu                  | 24 octobre 2015       |
| 04 | Governor                 | グヴェルネア                         | Guverunea                 | 31 octobre 2015       |
| 05 | Giant Girl, Little Heart | ジャイアント・ガール、リトル・ハート | Jaianto Gāru, Ritoru Hāto | 7 novembre 2015       |
| 06 | No Money, No Life        | ノー・マネー ノー・ライフ            | Nō Manē Nō Raifu          | 14 novembre 2015      |
| 07 | To Believe               | 信じるために                         | Shinjiru Tame ni          | 21 novembre 2015      |
| 08 | Valkyrie Effect          | ヴァルキリー・エフェクト             | Varukirī Efekuto          | 28 novembre 2015      |
| 09 | Takeover                 | テイクオーバー                       | Teikuōbā                  | 5 décembre 2015       |
| 10 | Oppression               | オプレッション                       | Opuresshon                | 12 décembre 2015      |
| 11 | Soldier Arm              | ソルジャーアーム                     | Sorujā Āmu                | 19 décembre 2015      |
| 12 | Valkyrie Drive           | ヴァルキリー・ドライヴ               | Varukirī Doraivu          | 26 décembre 2015      |

### Musiques
Les génériques de fins ont été interprétés par les seiyū de Mamori Tokonome (Mikako Izawa) et Mirei Shikihsima (Yuka Iguchi).
| Générique | Début    | Début     | Début         | Fin      | Fin                                | Fin                         |
| Générique | Épisodes | Titre     | Artiste       | Épisodes | Titre                              | Artistes                    |
| --------- | -------- | --------- | ------------- | -------- | ---------------------------------- | --------------------------- |
| 1         | 1 – 12   | Overdrive | Hitomi Harada | 1 - 12   | Ultra Super Hyper Miracle Romantic | Yuka Iguchi et Mikako Izawa |